# Canale di Schlemm
Il canale di Schlemm o seno venoso della sclerotica è un vaso venoso che si trova in relazione con la camera anteriore dell'occhio attraverso il sistema trabecolare tra sclera e cornea. Scarica in piccole vene della sclera che sfociano in quelle episclerali, le quali confluiscono a loro volta nelle ciliari anteriori. Esso è situato lungo la giunzione tra sclera e cornea avente la funzione di drenare e assorbire l'umor acqueo.